# Robert Grabski
Robert Grabski (* 25. April 1912 in Matzdorf/Oberschlesien; † 24. Dezember 1990 in Herne) war ein deutscher Schriftsteller, Herausgeber und Verleger. Er publizierte zahlreiche Gedicht-, Bild- und Prosabände.

## Leben
Grabski wurde als Sohn eines Schreinermeisters in Oberschlesien geboren und schrieb bereits als Schüler Gedichte. Er gründete nach 1945 einen Buchverlag in Triest. Seit 1952 lebte er in Herne, wo er bis zum Ruhestand ein Jugendheim leitete.
Im Jahre 1955 gründete Grabski die literarische Vierteljahreszeitschrift Das Boot, die von ihm als Lyrik-Zeitschrift herausgegeben wurde. Zudem gab er die fünfbändige Anthologie Spuren der Zeit herausund verfasste Übersetungen ais dem Italienischen und Polnischen. Er engagierte sich in der Gruppe 79. Literarische Werkstatt Herne.
Die Stadt Herne, in der Grabski fast sein halbes Leben wohnte, benannte am  5. Mai 1994 die Robert-Grabski-Straße in Herne-Baukau nach ihm.

## Werke
- Die ersten Verse. 1932.
- Blüten der Heimat. 1933.
- Heimatklänge. Ernste und lustige Gedichte in ostschlesischer Mundart. 1936.
- Bielitz ist ein schönes Städtchen. Ein Versbüchlein. Bielitz 1941.
- Das Lied der alten Heimat : ein Erinnerungsbüchlein für alle Bielitz-Bialaer Landsleute. Ed. Golfo, Triest 1951.
- Äus alder Zejt. Ostschlesische Mundartgedichte. Herne 1956.
- Labyrinth der Seele. Gedichte. Selbstverlag, Herne 1955.
- Bielitzer Erinnerungen. Selbstverlag, Herne 1956.
- Silberleuchten. Gedichte in italienischer Sprache. Selbstverlag, Herne 1956
- Auslese. Kleine Gedichte. Schulte und Kortnach, Herne 1963.
- Familie Coco. Eine Hamstergeschichte. E. Schmidt, Bielefeld 1965.
- Urlaub in Sardinien. Gedichte. Schulte und Kortnack, Herne 1968.
- Windspiele. Traum und Wirklichkeit. Gedichte. Schulte und Kortnack, Herne 1970; 2. Aufl. Siebert, Herne 1983.
- Sardische Impressionen. Eine Vagabundenreise. Werkstatt Andreas-Gryphius, 1977.
- Spitzfindigkeiten. Siebert, Herne 1982.

als Herausgeber
- Das Boot. Zeitschrift für Dichtung der Gegenwart. Weinstadt-Endersbach 1955–1958.
- Boje im Sturm. Gedichtsammlung der Autorengruppe „Das Boot“. Herne 1958.
- mit W. Modrow: Spuren der Zeit. Sammelbände für Dichtung der Gegenwart. 4 Bde. Herne 1962–1969.

## Auszeichnungen
- 14. April 1975: Bundesverdienstkreuz am Bande[1]
- 1977: Nicolaus-Copernikus-Preis der Stadt Gelsenkirchen
- Ehrenmitgliedschaften, etwa der italienischen und der US-amerikanischen Akademie.